# Кодзюн
Императрица Кодзюн (яп. 香淳皇后), ранее принцесса Нагако (яп. 良子女王; 6 марта 1903, Токио — 16 июня 2000, там же) — японская императрица, супруга императора Хирохито, мать 125-го императора Акихито (годы правления 1989—2019). Императрицей была на протяжении 74 лет — больше чем любая другая императрица Японии.

## Биография
Принцесса Нагако родилась 6 марта 1903 года в Токио в семье принца Куниёси (1873—1929) и его супруги Тикако Симадзу (1879—1956). Её мать была дочерью принца Симадзу Тадаёси — последнего князя Сацума. Принцесса училась в школе для девочек-аристократок в Токио вместе со своей двоюродной сестрой принцессой Масако Наситоморо, в будущем кронпринцессой Кореи. После того, как принцесса Нагако была выбрана в жёны будущему императору, её школьная программа была расширена до уровня будущей императрицы.
Став императрицей, Нагако активно выполняла свои официальные обязанности как супруга императора. Она стала первой императрицей, которая выехала за границу, посетив ряд стран. В 1971 году она вместе с супругом посетила страны Западной Европы, а в 1975 году состоялся их официальный визит в Соединённые Штаты Америки. В народе она известна как Улыбающаяся императрица.
После смерти императора 7 января 1989 года здоровье императрицы пошатнулось. Она даже не смогла присутствовать на похоронах супруга. После его смерти она получила титул Вдовствующей императрицы Японии. Императором стал её старший сын Акихито, который был императором вплоть до 30 апреля 2019 года. В 1995 году она стала самой долгоживущей императрицей Японии, побив рекорд императрицы Канси, которая умерла 873 года назад.
На момент своей смерти в 2000 году ей было 97 лет. Из них 74 года она была императрицей — больше чем любая другая. Император Акихито присвоил ей посмертный титул Императрица Кодзюн. Похоронена в императорском мавзолее рядом с мужем.

### Титулы
- 6 марта 1903 — 26 января 1924: принцесса Нагако
- 26 января 1924 — 25 декабря 1926: Её Императорское Высочество кронпринцесса Японии
- 25 декабря 1926 — 7 января 1989: Её Императорское Величество императрица-консорт Японии
- 7 января 1989 — 16 июня 2000: Её Императорское Величество вдовствующая императрица Японии
- посмертный титул: Её Императорское Величество императрица Кодзюн

### Брак и дети
Вопреки традициям, принцу Хирохито было позволено выбрать себе невесту, в отличие от Нагако. Она и другие девочки высшего общества приняли участие в чайной церемонии в императорском дворце, а наследный принц следил за процессом через невидимое отверстие в стене. После этого он выбрал себе в жёны принцессу Нагако.
В январе 1919 года было объявлено о помолвке наследного принца Японии Хирохито и принцессы Нагако. Такой выбор был необычен в двух отношениях. Во-первых, принцесса принадлежала к так называемой императорской ветви японского императорского дома, в то время, как на протяжении веков супруг будущих императоров избирали из 5 старших ветвей клана Фудзивара (Коноэ, Итидзё, Нидзё, Такацукаса и Кудзё). Во-вторых, мать принцессы принадлежала к роду даймё — элите среди самураев, что было также необычно для императорской семьи.
Брак состоялся 26 января 1924 года. Принцесса Нагако получила титул  наследной принцессы Японии. 25 декабря 1926 года скончался император Тайсё. Супруг Нагако стал императором Японии, что сделало её императрицей-консортом Японии под именем Кодзюн. Император официально отказался от 39 наложниц, тем самым окончательно прервал многовековую традицию императорского дома. За 10 лет брака в семье родилось 4 дочери. Наконец в 1933 году родился принц Цугу (будущий император Акихито). Всего в семье родилось семеро детей:
- принцесса Тэру (Сигэко, 照宮成子内親王; 9 декабря 1925 — 23 июля 1961), с 10 октября 1943 года замужем за принцем Морихиро (6 мая 1916 — 1 февраля 1969), старшим сыном принца Хигасикуни-но-мия Нарухико и принцессы Тосико, 8-й дочери императора Мэйдзи; потеряли статус членов императорской семьи 14 октября 1947 года.
- принцесса Хиса (Сатико, 久宮祐子内親王; 10 сентября 1927 — 8 марта 1928).
- принцесса Така (Кадзуко, 孝宮和子内親王; 30 сентября 1929 — 26 мая 1989), с 5 мая 1950 года замужем за Такацукаса Тосимити (26 августа 1923 — 27 января 1966), старшим сыном пэра Такацукаса Нубусукэ.
- принцесса Ёри (Ацуко, 順宮厚子内親王; род. 7 марта 1931), с 10 октября 1952 года замужем за Икэда Такамаса (1927—2012), старшим сыном бывшего маркиза Икэда Нобумаса.
- наследный принц Цугу (Акихито, 継宮明仁親王; бывший император Японии; род. 23 декабря 1933), с 10 апреля 1959 года женат на Сёда Митико (род. 20 октября 1934), старшей дочери бизнесмена Сёда Хидэсабуро, бывшего президента и председателя крупной мукомольной компании.
- принц Ёси (Масахито, 義宮正仁親王; род. 28 ноября 1935), с 30 октября 1964 года женат на Цугару Ханако (род. 19 июля 1940), 4-й дочери бывшего графа Цугару Ёситака.
- принцесса Суга (Такако, 清宮貴子内親王; род. 2 марта 1939), с 3 марта 1960 года замужем за Симадзу Хисанага, сыном бывшего графа Симадзу Хисанори.

## Награды
- Орден Драгоценной короны 1 степени (28 сентября 1922)
- Орден Священного сокровища 1 класса
- Медаль «В память Восшествия на Престол Императора Сева» (10 ноября 1928)[2]
- Медаль «В честь 2600 летия Японской империи»[3]  (15 августа 1940)

Иностранные награды
- Дама Большого креста Ордена Леопольда I
- Орден Слона
- Дама Большого креста Ордена Спасителя
- Особая степень Большого креста Ордена «За заслуги перед Федеративной Республикой Германия»
- Орден Оясви Раянья
- Дама Большого креста Ордена Изабеллы Католической[4]
- Орден Серафимов
- Орден Королевского дома Чакри